# Genowefa Łoskiewicz
Genowefa Łoskiewicz (ur. 21 września 1929 w Grabie, zm. 24 kwietnia 1995 w Krakowie) – polska matematyk, specjalistka w zakresie geometrii wykreślnej, dr hab.

## Życiorys
Odbyła studia na Wydziale Inżynierii Materiałowej i Ceramiki Akademii Górniczo-Hutniczej w Krakowie, natomiast w 1964 obroniła pracę doktorską Obliczenie powierzchni właściwej cementów w oparciu o własności krzywych uziarnienia, w 1987 habilitowała się na podstawie pracy. Pracowała na Wydziale Matematyki Stosowanej Akademii Górniczej i Hutniczej w Krakowie.
Została pochowana na cmentarzu Rakowickim w Krakowie (kwatera LXIX, rząd płd-3).

## Odznaczenia
- Krzyż Kawalerski Orderu Odrodzenia Polski[1]
- Złoty Krzyż Zasługi[1]